# رموز البلدان سي
هذه المقالة تحتوي على رموز البلدان التي تبدأ بالحرف C.

## كمبوديا
| أيزو 3166-1 رقمي 116                                         | أيزو 3166-1 حرفي-3 KHM                            | أيزو 3166-1 حرفي-2 KH                              | رمز مطار منظمة الطيران المدني الدولي بادئة(es) VD          |
| قائمة مفاتيح الهاتف لدول العالم +855                         | قائمة رموز بلدان اللجنة الأولمبية الدولية CAM     | النطاق الأعلى في ترميز الدولة .kh                  | منظمة الطيران المدني الدولي تسجيل الطائرات. بادئة (es) XU- |
| الهوية الدولية لمشترك الجوال رمز البلد في الهاتف المحمول 456 | قائمة رموز أعضاء حلف الناتو رمز من ثلاثة حروف KHM | قائمة رموز أعضاء حلف الناتو رمز من حرفين (قديم) CB | مكتبة الكونغرس مارك (نظام فهرسة) CB                        |
| أرقام الهوية البحرية 514, 515                                | قائمة رموز الاتحاد الدولي للاتصالات CBG           | رموز معايير معالجة المعلومات الفيدرالية CB         | رمز تسجيل المركبات الدولي K                                |
| GTIN بادئة (es) 884                                          | رمز برنامج الأمم المتحدة الإنمائي CMB             | المنظمة العالمية للأرصاد الجوية رمز البلد KP       | بادئة نداء الاتحاد الدولي للاتصالات XUA-XUZ                |

## الكاميرون
| أيزو 3166-1 رقمي 120                                         | أيزو 3166-1 حرفي-3 CMR                            | أيزو 3166-1 حرفي-2 CM                              | رمز مطار منظمة الطيران المدني الدولي بادئة(es) FK          |
| قائمة مفاتيح الهاتف لدول العالم +237                         | قائمة رموز بلدان اللجنة الأولمبية الدولية CMR     | النطاق الأعلى في ترميز الدولة .cm                  | منظمة الطيران المدني الدولي تسجيل الطائرات. بادئة (es) TJ- |
| الهوية الدولية لمشترك الجوال رمز البلد في الهاتف المحمول 624 | قائمة رموز أعضاء حلف الناتو رمز من ثلاثة حروف CMR | قائمة رموز أعضاء حلف الناتو رمز من حرفين (قديم) CM | مكتبة الكونغرس مارك (نظام فهرسة) CM                        |
| أرقام الهوية البحرية 613                                     | قائمة رموز الاتحاد الدولي للاتصالات CME           | رموز معايير معالجة المعلومات الفيدرالية CM         | رمز تسجيل المركبات الدولي CAM                              |
| GTIN بادئة (es) —                                            | رمز برنامج الأمم المتحدة الإنمائي CMR             | المنظمة العالمية للأرصاد الجوية رمز البلد CM       | بادئة نداء الاتحاد الدولي للاتصالات TJA-TJZ                |

## كندا
| أيزو 3166-1 رقمي 124                                         | أيزو 3166-1 حرفي-3 CAN                            | أيزو 3166-1 حرفي-2 CA                              | رمز مطار منظمة الطيران المدني الدولي بادئة(es) C                                        |
| قائمة مفاتيح الهاتف لدول العالم +1                           | قائمة رموز بلدان اللجنة الأولمبية الدولية CAN     | النطاق الأعلى في ترميز الدولة .ca                  | منظمة الطيران المدني الدولي تسجيل الطائرات. بادئة (es) C-, CF-, CG-                     |
| الهوية الدولية لمشترك الجوال رمز البلد في الهاتف المحمول 302 | قائمة رموز أعضاء حلف الناتو رمز من ثلاثة حروف CAN | قائمة رموز أعضاء حلف الناتو رمز من حرفين (قديم) CA | مكتبة الكونغرس مارك (نظام فهرسة) XXC                                                    |
| أرقام الهوية البحرية 316                                     | قائمة رموز الاتحاد الدولي للاتصالات CAN           | رموز معايير معالجة المعلومات الفيدرالية CA         | رمز تسجيل المركبات الدولي CDN                                                           |
| GTIN بادئة (es) 000-139, 754-755                             | رمز برنامج الأمم المتحدة الإنمائي CAN             | المنظمة العالمية للأرصاد الجوية رمز البلد CN       | بادئة نداء الاتحاد الدولي للاتصالات CFA-CKZ, CYA-CZZ, VAA-VGZ VOA-VOZ, VXA-VYZ, XJA-XOZ |

## الرأس الأخضر
| أيزو 3166-1 رقمي 132                                         | أيزو 3166-1 حرفي-3 CPV                            | أيزو 3166-1 حرفي-2 CV                              | رمز مطار منظمة الطيران المدني الدولي بادئة(es) GV          |
| قائمة مفاتيح الهاتف لدول العالم +238                         | قائمة رموز بلدان اللجنة الأولمبية الدولية CPV     | النطاق الأعلى في ترميز الدولة .cv                  | منظمة الطيران المدني الدولي تسجيل الطائرات. بادئة (es) D4- |
| الهوية الدولية لمشترك الجوال رمز البلد في الهاتف المحمول 625 | قائمة رموز أعضاء حلف الناتو رمز من ثلاثة حروف CPV | قائمة رموز أعضاء حلف الناتو رمز من حرفين (قديم) CV | مكتبة الكونغرس مارك (نظام فهرسة) CV                        |
| أرقام الهوية البحرية 617                                     | قائمة رموز الاتحاد الدولي للاتصالات CPV           | رموز معايير معالجة المعلومات الفيدرالية CV         | رمز تسجيل المركبات الدولي CV (unofficial)                  |
| GTIN بادئة (es) —                                            | رمز برنامج الأمم المتحدة الإنمائي CVI             | المنظمة العالمية للأرصاد الجوية رمز البلد CV       | بادئة نداء الاتحاد الدولي للاتصالات D4A-D4Z                |

## الجزر الكاريبية الهولندية
| أيزو 3166-1 رقمي 535                                       | أيزو 3166-1 حرفي-3 BES                          | أيزو 3166-1 حرفي-2 BQ                             | رمز مطار منظمة الطيران المدني الدولي بادئة(es) TN        |
| قائمة مفاتيح الهاتف لدول العالم +599                       | قائمة رموز بلدان اللجنة الأولمبية الدولية —     | النطاق الأعلى في ترميز الدولة .bq                 | منظمة الطيران المدني الدولي تسجيل الطائرات. بادئة (es) — |
| الهوية الدولية لمشترك الجوال رمز البلد في الهاتف المحمول — | قائمة رموز أعضاء حلف الناتو رمز من ثلاثة حروف — | قائمة رموز أعضاء حلف الناتو رمز من حرفين (قديم) — | مكتبة الكونغرس مارك (نظام فهرسة) —                       |
| أرقام الهوية البحرية —                                     | قائمة رموز الاتحاد الدولي للاتصالات —           | رموز معايير معالجة المعلومات الفيدرالية —         | رمز تسجيل المركبات الدولي —                              |
| GTIN بادئة (es) —                                          | رمز برنامج الأمم المتحدة الإنمائي —             | المنظمة العالمية للأرصاد الجوية رمز البلد —       | بادئة نداء الاتحاد الدولي للاتصالات PJA-PJZ              |

## جزر كايمان
| أيزو 3166-1 رقمي 136                                         | أيزو 3166-1 حرفي-3 CYM                            | أيزو 3166-1 حرفي-2 KY                              | رمز مطار منظمة الطيران المدني الدولي بادئة(es) MW            |
| قائمة مفاتيح الهاتف لدول العالم +1 345                       | قائمة رموز بلدان اللجنة الأولمبية الدولية CAY     | النطاق الأعلى في ترميز الدولة .ky                  | منظمة الطيران المدني الدولي تسجيل الطائرات. بادئة (es) VR-C- |
| الهوية الدولية لمشترك الجوال رمز البلد في الهاتف المحمول 346 | قائمة رموز أعضاء حلف الناتو رمز من ثلاثة حروف CYM | قائمة رموز أعضاء حلف الناتو رمز من حرفين (قديم) CJ | مكتبة الكونغرس مارك (نظام فهرسة) CJ                          |
| أرقام الهوية البحرية 319                                     | قائمة رموز الاتحاد الدولي للاتصالات CYM           | رموز معايير معالجة المعلومات الفيدرالية CJ         | رمز تسجيل المركبات الدولي —                                  |
| GTIN بادئة (es) —                                            | رمز برنامج الأمم المتحدة الإنمائي CAY             | المنظمة العالمية للأرصاد الجوية رمز البلد GC       | بادئة نداء الاتحاد الدولي للاتصالات —                        |

## جمهورية إفريقيا الوسطى
| أيزو 3166-1 رقمي 140                                         | أيزو 3166-1 حرفي-3 CAF                            | أيزو 3166-1 حرفي-2 CF                              | رمز مطار منظمة الطيران المدني الدولي بادئة(es) FE          |
| قائمة مفاتيح الهاتف لدول العالم +236                         | قائمة رموز بلدان اللجنة الأولمبية الدولية CAF     | النطاق الأعلى في ترميز الدولة .cf                  | منظمة الطيران المدني الدولي تسجيل الطائرات. بادئة (es) TL- |
| الهوية الدولية لمشترك الجوال رمز البلد في الهاتف المحمول 623 | قائمة رموز أعضاء حلف الناتو رمز من ثلاثة حروف CAF | قائمة رموز أعضاء حلف الناتو رمز من حرفين (قديم) CT | مكتبة الكونغرس مارك (نظام فهرسة) CX                        |
| أرقام الهوية البحرية 612                                     | قائمة رموز الاتحاد الدولي للاتصالات CAF           | رموز معايير معالجة المعلومات الفيدرالية CT         | رمز تسجيل المركبات الدولي RCA                              |
| GTIN بادئة (es) —                                            | رمز برنامج الأمم المتحدة الإنمائي CAF             | المنظمة العالمية للأرصاد الجوية رمز البلد CE       | بادئة نداء الاتحاد الدولي للاتصالات TLA-TLZ                |

## تشاد
| أيزو 3166-1 رقمي 148                                         | أيزو 3166-1 حرفي-3 TCD                            | أيزو 3166-1 حرفي-2 TD                              | رمز مطار منظمة الطيران المدني الدولي بادئة(es) FT          |
| قائمة مفاتيح الهاتف لدول العالم +235                         | قائمة رموز بلدان اللجنة الأولمبية الدولية CHA     | النطاق الأعلى في ترميز الدولة .td                  | منظمة الطيران المدني الدولي تسجيل الطائرات. بادئة (es) TT- |
| الهوية الدولية لمشترك الجوال رمز البلد في الهاتف المحمول 622 | قائمة رموز أعضاء حلف الناتو رمز من ثلاثة حروف TCD | قائمة رموز أعضاء حلف الناتو رمز من حرفين (قديم) CD | مكتبة الكونغرس مارك (نظام فهرسة) CD                        |
| أرقام الهوية البحرية 670                                     | قائمة رموز الاتحاد الدولي للاتصالات TCD           | رموز معايير معالجة المعلومات الفيدرالية CD         | رمز تسجيل المركبات الدولي TCH, TD                          |
| GTIN بادئة (es) —                                            | رمز برنامج الأمم المتحدة الإنمائي CHD             | المنظمة العالمية للأرصاد الجوية رمز البلد CD       | بادئة نداء الاتحاد الدولي للاتصالات TTA-TTZ                |

## تشيلي
| أيزو 3166-1 رقمي 152                                         | أيزو 3166-1 حرفي-3 CHL                            | أيزو 3166-1 حرفي-2 CL                              | رمز مطار منظمة الطيران المدني الدولي بادئة(es) SC, NE       |
| قائمة مفاتيح الهاتف لدول العالم +56                          | قائمة رموز بلدان اللجنة الأولمبية الدولية CHI     | النطاق الأعلى في ترميز الدولة .cl                  | منظمة الطيران المدني الدولي تسجيل الطائرات. بادئة (es) CC-  |
| الهوية الدولية لمشترك الجوال رمز البلد في الهاتف المحمول 730 | قائمة رموز أعضاء حلف الناتو رمز من ثلاثة حروف CHL | قائمة رموز أعضاء حلف الناتو رمز من حرفين (قديم) CI | مكتبة الكونغرس مارك (نظام فهرسة) CL                         |
| أرقام الهوية البحرية 725                                     | قائمة رموز الاتحاد الدولي للاتصالات CHL           | رموز معايير معالجة المعلومات الفيدرالية CI         | رمز تسجيل المركبات الدولي RCH                               |
| GTIN بادئة (es) 780                                          | رمز برنامج الأمم المتحدة الإنمائي CHI             | المنظمة العالمية للأرصاد الجوية رمز البلد CH       | بادئة نداء الاتحاد الدولي للاتصالات 3GA-3GZ,CAA-CEZ,XQA-XRZ |

## الصين
| أيزو 3166-1 رقمي 156                                              | أيزو 3166-1 حرفي-3 CHN                            | أيزو 3166-1 حرفي-2 CN                              | رمز مطار منظمة الطيران المدني الدولي بادئة(es) ZB, ZG, ZH, ZJ, ZL, ZP ZS, ZT, ZU, ZW, ZY |
| قائمة مفاتيح الهاتف لدول العالم +86                               | قائمة رموز بلدان اللجنة الأولمبية الدولية CHN     | النطاق الأعلى في ترميز الدولة .cn                  | منظمة الطيران المدني الدولي تسجيل الطائرات. بادئة (es) B-                                |
| الهوية الدولية لمشترك الجوال رمز البلد في الهاتف المحمول 460, 461 | قائمة رموز أعضاء حلف الناتو رمز من ثلاثة حروف CHN | قائمة رموز أعضاء حلف الناتو رمز من حرفين (قديم) CH | مكتبة الكونغرس مارك (نظام فهرسة) CC                                                      |
| أرقام الهوية البحرية 412, 413                                     | قائمة رموز الاتحاد الدولي للاتصالات CHN           | رموز معايير معالجة المعلومات الفيدرالية CH         | رمز تسجيل المركبات الدولي PRC (unofficial)                                               |
| GTIN بادئة (es) 690-695                                           | رمز برنامج الأمم المتحدة الإنمائي CPR             | المنظمة العالمية للأرصاد الجوية رمز البلد CI       | بادئة نداء الاتحاد الدولي للاتصالات 3HA-3UZ,BAA-BZZ,XSA-XSZ                              |

## جزيرة كريسماس
| أيزو 3166-1 رقمي 162                                         | أيزو 3166-1 حرفي-3 CXR                            | أيزو 3166-1 حرفي-2 CX                              | رمز مطار منظمة الطيران المدني الدولي بادئة(es) YP          |
| قائمة مفاتيح الهاتف لدول العالم +61                          | قائمة رموز بلدان اللجنة الأولمبية الدولية —       | النطاق الأعلى في ترميز الدولة .cx                  | منظمة الطيران المدني الدولي تسجيل الطائرات. بادئة (es) VH- |
| الهوية الدولية لمشترك الجوال رمز البلد في الهاتف المحمول 505 | قائمة رموز أعضاء حلف الناتو رمز من ثلاثة حروف CXR | قائمة رموز أعضاء حلف الناتو رمز من حرفين (قديم) KT | مكتبة الكونغرس مارك (نظام فهرسة) XA                        |
| أرقام الهوية البحرية 516                                     | قائمة رموز الاتحاد الدولي للاتصالات CHR           | رموز معايير معالجة المعلومات الفيدرالية KT         | رمز تسجيل المركبات الدولي —                                |
| GTIN بادئة (es) —                                            | رمز برنامج الأمم المتحدة الإنمائي —               | المنظمة العالمية للأرصاد الجوية رمز البلد KI       | بادئة نداء الاتحاد الدولي للاتصالات —                      |

## جزر كوكوس
| أيزو 3166-1 رقمي 166                                         | أيزو 3166-1 حرفي-3 CCK                            | أيزو 3166-1 حرفي-2 CC                              | رمز مطار منظمة الطيران المدني الدولي بادئة(es) —           |
| قائمة مفاتيح الهاتف لدول العالم +61                          | قائمة رموز بلدان اللجنة الأولمبية الدولية —       | النطاق الأعلى في ترميز الدولة .cc                  | منظمة الطيران المدني الدولي تسجيل الطائرات. بادئة (es) VH- |
| الهوية الدولية لمشترك الجوال رمز البلد في الهاتف المحمول 505 | قائمة رموز أعضاء حلف الناتو رمز من ثلاثة حروف CCK | قائمة رموز أعضاء حلف الناتو رمز من حرفين (قديم) CK | مكتبة الكونغرس مارك (نظام فهرسة) XB                        |
| أرقام الهوية البحرية 523                                     | قائمة رموز الاتحاد الدولي للاتصالات ICO           | رموز معايير معالجة المعلومات الفيدرالية CK         | رمز تسجيل المركبات الدولي —                                |
| GTIN بادئة (es) —                                            | رمز برنامج الأمم المتحدة الإنمائي —               | المنظمة العالمية للأرصاد الجوية رمز البلد KK       | بادئة نداء الاتحاد الدولي للاتصالات —                      |

## كولومبيا
| أيزو 3166-1 رقمي 170                                         | أيزو 3166-1 حرفي-3 COL                            | أيزو 3166-1 حرفي-2 CO                              | رمز مطار منظمة الطيران المدني الدولي بادئة(es) SK               |
| قائمة مفاتيح الهاتف لدول العالم +57                          | قائمة رموز بلدان اللجنة الأولمبية الدولية COL     | النطاق الأعلى في ترميز الدولة .co                  | منظمة الطيران المدني الدولي تسجيل الطائرات. بادئة (es) HJ-, HK- |
| الهوية الدولية لمشترك الجوال رمز البلد في الهاتف المحمول 732 | قائمة رموز أعضاء حلف الناتو رمز من ثلاثة حروف COL | قائمة رموز أعضاء حلف الناتو رمز من حرفين (قديم) CO | مكتبة الكونغرس مارك (نظام فهرسة) CK                             |
| أرقام الهوية البحرية 730                                     | قائمة رموز الاتحاد الدولي للاتصالات CLM           | رموز معايير معالجة المعلومات الفيدرالية CO         | رمز تسجيل المركبات الدولي CO                                    |
| GTIN بادئة (es) 770-771                                      | رمز برنامج الأمم المتحدة الإنمائي COL             | المنظمة العالمية للأرصاد الجوية رمز البلد CO       | بادئة نداء الاتحاد الدولي للاتصالات 5JA-5KZ, HJA-HKZ            |

## جزر القمر
| أيزو 3166-1 رقمي 174                                         | أيزو 3166-1 حرفي-3 COM                            | أيزو 3166-1 حرفي-2 KM                              | رمز مطار منظمة الطيران المدني الدولي بادئة(es) FMC         |
| قائمة مفاتيح الهاتف لدول العالم +269                         | قائمة رموز بلدان اللجنة الأولمبية الدولية COM     | النطاق الأعلى في ترميز الدولة .km                  | منظمة الطيران المدني الدولي تسجيل الطائرات. بادئة (es) D6- |
| الهوية الدولية لمشترك الجوال رمز البلد في الهاتف المحمول 654 | قائمة رموز أعضاء حلف الناتو رمز من ثلاثة حروف COM | قائمة رموز أعضاء حلف الناتو رمز من حرفين (قديم) CN | مكتبة الكونغرس مارك (نظام فهرسة) CQ                        |
| أرقام الهوية البحرية 616                                     | قائمة رموز الاتحاد الدولي للاتصالات COM           | رموز معايير معالجة المعلومات الفيدرالية CN         | رمز تسجيل المركبات الدولي COM (unofficial)                 |
| GTIN بادئة (es) —                                            | رمز برنامج الأمم المتحدة الإنمائي COI             | المنظمة العالمية للأرصاد الجوية رمز البلد IC       | بادئة نداء الاتحاد الدولي للاتصالات D6A-D6Z                |

## جمهورية الكونغو الديمقراطية
| أيزو 3166-1 رقمي 180                                         | أيزو 3166-1 حرفي-3 COD                            | أيزو 3166-1 حرفي-2 CD                              | رمز مطار منظمة الطيران المدني الدولي بادئة(es) FZ          |
| قائمة مفاتيح الهاتف لدول العالم +243                         | قائمة رموز بلدان اللجنة الأولمبية الدولية COD     | النطاق الأعلى في ترميز الدولة .cd                  | منظمة الطيران المدني الدولي تسجيل الطائرات. بادئة (es) 9Q- |
| الهوية الدولية لمشترك الجوال رمز البلد في الهاتف المحمول 630 | قائمة رموز أعضاء حلف الناتو رمز من ثلاثة حروف COD | قائمة رموز أعضاء حلف الناتو رمز من حرفين (قديم) CG | مكتبة الكونغرس مارك (نظام فهرسة) CG                        |
| أرقام الهوية البحرية 676                                     | قائمة رموز الاتحاد الدولي للاتصالات COD           | رموز معايير معالجة المعلومات الفيدرالية CG         | رمز تسجيل المركبات الدولي ZRE                              |
| GTIN بادئة (es) —                                            | رمز برنامج الأمم المتحدة الإنمائي ZAI             | المنظمة العالمية للأرصاد الجوية رمز البلد ZR       | بادئة نداء الاتحاد الدولي للاتصالات 9OA-9TZ                |

## جمهورية الكونغو
| أيزو 3166-1 رقمي 178                                         | أيزو 3166-1 حرفي-3 COG                            | أيزو 3166-1 حرفي-2 CG                              | رمز مطار منظمة الطيران المدني الدولي بادئة(es) FC          |
| قائمة مفاتيح الهاتف لدول العالم +242                         | قائمة رموز بلدان اللجنة الأولمبية الدولية CGO     | النطاق الأعلى في ترميز الدولة .cg                  | منظمة الطيران المدني الدولي تسجيل الطائرات. بادئة (es) TN- |
| الهوية الدولية لمشترك الجوال رمز البلد في الهاتف المحمول 629 | قائمة رموز أعضاء حلف الناتو رمز من ثلاثة حروف COG | قائمة رموز أعضاء حلف الناتو رمز من حرفين (قديم) CF | مكتبة الكونغرس مارك (نظام فهرسة) CF                        |
| أرقام الهوية البحرية 615                                     | قائمة رموز الاتحاد الدولي للاتصالات COG           | رموز معايير معالجة المعلومات الفيدرالية CF         | رمز تسجيل المركبات الدولي RCB                              |
| GTIN بادئة (es) —                                            | رمز برنامج الأمم المتحدة الإنمائي PRC             | المنظمة العالمية للأرصاد الجوية رمز البلد CG       | بادئة نداء الاتحاد الدولي للاتصالات TNA-TNZ                |

## جزر كوك
| أيزو 3166-1 رقمي 184                                         | أيزو 3166-1 حرفي-3 COK                            | أيزو 3166-1 حرفي-2 CK                              | رمز مطار منظمة الطيران المدني الدولي بادئة(es) NC        |
| قائمة مفاتيح الهاتف لدول العالم +682                         | قائمة رموز بلدان اللجنة الأولمبية الدولية COK     | النطاق الأعلى في ترميز الدولة .ck                  | منظمة الطيران المدني الدولي تسجيل الطائرات. بادئة (es) — |
| الهوية الدولية لمشترك الجوال رمز البلد في الهاتف المحمول 548 | قائمة رموز أعضاء حلف الناتو رمز من ثلاثة حروف COK | قائمة رموز أعضاء حلف الناتو رمز من حرفين (قديم) CW | مكتبة الكونغرس مارك (نظام فهرسة) CW                      |
| أرقام الهوية البحرية 518                                     | قائمة رموز الاتحاد الدولي للاتصالات CKH           | رموز معايير معالجة المعلومات الفيدرالية CW         | رمز تسجيل المركبات الدولي COK (unofficial)               |
| GTIN بادئة (es) —                                            | رمز برنامج الأمم المتحدة الإنمائي CKI             | المنظمة العالمية للأرصاد الجوية رمز البلد KU       | بادئة نداء الاتحاد الدولي للاتصالات E5A-E5Z              |

## كوستاريكا
| أيزو 3166-1 رقمي 188                                         | أيزو 3166-1 حرفي-3 CRI                            | أيزو 3166-1 حرفي-2 CR                              | رمز مطار منظمة الطيران المدني الدولي بادئة(es) MR          |
| قائمة مفاتيح الهاتف لدول العالم +506                         | قائمة رموز بلدان اللجنة الأولمبية الدولية CRC     | النطاق الأعلى في ترميز الدولة .cr                  | منظمة الطيران المدني الدولي تسجيل الطائرات. بادئة (es) TI- |
| الهوية الدولية لمشترك الجوال رمز البلد في الهاتف المحمول 712 | قائمة رموز أعضاء حلف الناتو رمز من ثلاثة حروف CRI | قائمة رموز أعضاء حلف الناتو رمز من حرفين (قديم) CS | مكتبة الكونغرس مارك (نظام فهرسة) CR                        |
| أرقام الهوية البحرية 321                                     | قائمة رموز الاتحاد الدولي للاتصالات CTR           | رموز معايير معالجة المعلومات الفيدرالية CS         | رمز تسجيل المركبات الدولي CR                               |
| GTIN بادئة (es) 744                                          | رمز برنامج الأمم المتحدة الإنمائي COS             | المنظمة العالمية للأرصاد الجوية رمز البلد CS       | بادئة نداء الاتحاد الدولي للاتصالات TEA-TEZ, TIA-TIZ       |

## كرواتيا
| أيزو 3166-1 رقمي 191                                         | أيزو 3166-1 حرفي-3 HRV                            | أيزو 3166-1 حرفي-2 HR                              | رمز مطار منظمة الطيران المدني الدولي بادئة(es) LD          |
| قائمة مفاتيح الهاتف لدول العالم +385                         | قائمة رموز بلدان اللجنة الأولمبية الدولية CRO     | النطاق الأعلى في ترميز الدولة .hr                  | منظمة الطيران المدني الدولي تسجيل الطائرات. بادئة (es) 9A- |
| الهوية الدولية لمشترك الجوال رمز البلد في الهاتف المحمول 219 | قائمة رموز أعضاء حلف الناتو رمز من ثلاثة حروف HRV | قائمة رموز أعضاء حلف الناتو رمز من حرفين (قديم) HR | مكتبة الكونغرس مارك (نظام فهرسة) CI                        |
| أرقام الهوية البحرية 238                                     | قائمة رموز الاتحاد الدولي للاتصالات HRV           | رموز معايير معالجة المعلومات الفيدرالية HR         | رمز تسجيل المركبات الدولي HR                               |
| GTIN بادئة (es) 385                                          | رمز برنامج الأمم المتحدة الإنمائي CRO             | المنظمة العالمية للأرصاد الجوية رمز البلد HR       | بادئة نداء الاتحاد الدولي للاتصالات 9AA-9AZ                |

## كوبا
| أيزو 3166-1 رقمي 192                                         | أيزو 3166-1 حرفي-3 CUB                            | أيزو 3166-1 حرفي-2 CU                              | رمز مطار منظمة الطيران المدني الدولي بادئة(es) MU           |
| قائمة مفاتيح الهاتف لدول العالم +53                          | قائمة رموز بلدان اللجنة الأولمبية الدولية CUB     | النطاق الأعلى في ترميز الدولة .cu                  | منظمة الطيران المدني الدولي تسجيل الطائرات. بادئة (es) CU-  |
| الهوية الدولية لمشترك الجوال رمز البلد في الهاتف المحمول 368 | قائمة رموز أعضاء حلف الناتو رمز من ثلاثة حروف CUB | قائمة رموز أعضاء حلف الناتو رمز من حرفين (قديم) CU | مكتبة الكونغرس مارك (نظام فهرسة) CU                         |
| أرقام الهوية البحرية 323                                     | قائمة رموز الاتحاد الدولي للاتصالات CUB           | رموز معايير معالجة المعلومات الفيدرالية CU         | رمز تسجيل المركبات الدولي CU                                |
| GTIN بادئة (es) 850                                          | رمز برنامج الأمم المتحدة الإنمائي CUB             | المنظمة العالمية للأرصاد الجوية رمز البلد CU       | بادئة نداء الاتحاد الدولي للاتصالات CLA-CMZ,COA-COZ,T4A-T4Z |

## كوراساو
| أيزو 3166-1 رقمي 531                                         | أيزو 3166-1 حرفي-3 CUW                          | أيزو 3166-1 حرفي-2 CW                             | رمز مطار منظمة الطيران المدني الدولي بادئة(es) TN        |
| قائمة مفاتيح الهاتف لدول العالم +599                         | قائمة رموز بلدان اللجنة الأولمبية الدولية —     | النطاق الأعلى في ترميز الدولة .cw                 | منظمة الطيران المدني الدولي تسجيل الطائرات. بادئة (es) — |
| الهوية الدولية لمشترك الجوال رمز البلد في الهاتف المحمول 362 | قائمة رموز أعضاء حلف الناتو رمز من ثلاثة حروف — | قائمة رموز أعضاء حلف الناتو رمز من حرفين (قديم) — | مكتبة الكونغرس مارك (نظام فهرسة) NA                      |
| أرقام الهوية البحرية 306                                     | قائمة رموز الاتحاد الدولي للاتصالات CUW         | رموز معايير معالجة المعلومات الفيدرالية —         | رمز تسجيل المركبات الدولي —                              |
| GTIN بادئة (es) —                                            | رمز برنامج الأمم المتحدة الإنمائي —             | المنظمة العالمية للأرصاد الجوية رمز البلد NU      | بادئة نداء الاتحاد الدولي للاتصالات PJA-PJZ              |

## قبرص
| أيزو 3166-1 رقمي 196                                         | أيزو 3166-1 حرفي-3 CYP                            | أيزو 3166-1 حرفي-2 CY                              | رمز مطار منظمة الطيران المدني الدولي بادئة(es) LC                     |
| قائمة مفاتيح الهاتف لدول العالم +357                         | قائمة رموز بلدان اللجنة الأولمبية الدولية CYP     | النطاق الأعلى في ترميز الدولة .cy                  | منظمة الطيران المدني الدولي تسجيل الطائرات. بادئة (es) 5B-            |
| الهوية الدولية لمشترك الجوال رمز البلد في الهاتف المحمول 280 | قائمة رموز أعضاء حلف الناتو رمز من ثلاثة حروف CYP | قائمة رموز أعضاء حلف الناتو رمز من حرفين (قديم) CY | مكتبة الكونغرس مارك (نظام فهرسة) CY                                   |
| أرقام الهوية البحرية 209, 210, 212                           | قائمة رموز الاتحاد الدولي للاتصالات CYP           | رموز معايير معالجة المعلومات الفيدرالية CY         | رمز تسجيل المركبات الدولي CY                                          |
| GTIN بادئة (es) 529                                          | رمز برنامج الأمم المتحدة الإنمائي CYP             | المنظمة العالمية للأرصاد الجوية رمز البلد CY       | بادئة نداء الاتحاد الدولي للاتصالات 5BA-5BZ, C4A-C4Z H2A-H2Z, P3A-P3Z |

## جمهورية التشيك
| أيزو 3166-1 رقمي 203                                         | أيزو 3166-1 حرفي-3 CZE                            | أيزو 3166-1 حرفي-2 CZ                              | رمز مطار منظمة الطيران المدني الدولي بادئة(es) LK          |
| قائمة مفاتيح الهاتف لدول العالم +420                         | قائمة رموز بلدان اللجنة الأولمبية الدولية CZE     | النطاق الأعلى في ترميز الدولة .cz                  | منظمة الطيران المدني الدولي تسجيل الطائرات. بادئة (es) OK- |
| الهوية الدولية لمشترك الجوال رمز البلد في الهاتف المحمول 230 | قائمة رموز أعضاء حلف الناتو رمز من ثلاثة حروف CZE | قائمة رموز أعضاء حلف الناتو رمز من حرفين (قديم) CZ | مكتبة الكونغرس مارك (نظام فهرسة) XR                        |
| أرقام الهوية البحرية 270                                     | قائمة رموز الاتحاد الدولي للاتصالات CZE           | رموز معايير معالجة المعلومات الفيدرالية EZ         | رمز تسجيل المركبات الدولي CZ                               |
| GTIN بادئة (es) 859                                          | رمز برنامج الأمم المتحدة الإنمائي CEH             | المنظمة العالمية للأرصاد الجوية رمز البلد CZ       | بادئة نداء الاتحاد الدولي للاتصالات OKA-OLZ                |